# Возникновение жизни
Возникнове́ние жи́зни, или абиогене́з (англ. abiogenesis от др.-греч. ἀ- — отрицательная частица, βῐ́ος — жизнь и γένεσις — происхождение) — процесс превращения неживой природы в живую. В узком смысле слова под абиогенезом также понимают образование органических соединений, распространённых в живой природе, вне организма без участия ферментов. Альтернативой зарождению жизни на Земле является панспермия, которая, однако, не решает принципиального вопроса о возникновении жизни, а лишь отдаляет его в ещё более далёкое прошлое Вселенной.
Термины биогенез и абиогенез придуманы английским биологом Томасом Генри Гексли (1825—1895) в 1870 году.
Согласно современным моделям, на Земле жизнь возникла около 4,1—3,8 млрд лет назад, при том, что сама планета сформировалась примерно 4,5 млрд лет назад. Древнейшие известные ископаемые строматолиты имеют возраст 3,7 млрд лет.

## История развития представлений о возникновении жизни
В разное время относительно возникновения жизни на Земле выдвигались следующие теории:
- Теория самозарождения
- Теория стационарного состояния жизни
- Теория «первичного бульона»

### Самозарождение жизни
Эта теория была распространена в Древнем Китае, Вавилоне, Индии и Древнем Египте в качестве альтернативы креационизму, с которым она сосуществовала. Аристотель (384—322 гг. до н. э.), которого часто провозглашают основателем биологии, придерживался теории спонтанного зарождения жизни. Согласно этой гипотезе, определённые «частицы» вещества содержат некое «активное начало», которое при подходящих условиях может создать живой организм. Аристотель был прав, считая, что это активное начало содержится в оплодотворённом яйце, но ошибочно полагал, что оно присутствует также в солнечном свете, тине и гниющем мясе.
Вплоть до XIX века в научной среде существовало представление о «жизненной силе» — некой всепроникающей субстанции, заставляющей зарождаться живое из неживого (лягушек — из болота, личинок мух — из мяса, червей — из почвы и т. д.). Известный учёный Ван Гельмонт описал эксперимент, в котором он за три недели якобы создал мышей. Для этого нужны были грязная рубашка, тёмный шкаф и горсть пшеницы. Активным началом в процессе зарождения мыши Ван Гельмонт считал человеческий пот.
В 1668 году итальянский биолог и врач Франческо Реди подошёл к проблеме возникновения жизни более строго и подверг сомнению теорию спонтанного зарождения. Реди установил, что маленькие белые червячки, появляющиеся на гниющем мясе — это личинки мух. Проведя ряд экспериментов, он получил данные, подтверждающие мысль о том, что жизнь может возникнуть только из предшествующей жизни (концепция биогенеза). В горшочках с мясом, накрытых марлей, личинки мух не заводились.
Эти эксперименты, однако, не привели к отказу от идеи самозарождения, и хотя эта идея несколько отошла на задний план, она продолжала оставаться главной версией зарождения жизни.
В то время как эксперименты Реди, казалось бы, опровергли спонтанное зарождение мух, первые микроскопические исследования Антони ван Левенгука усилили эту теорию применительно к микроорганизмам. Сам Левенгук не вступал в споры между сторонниками биогенеза и спонтанного зарождения, однако его наблюдения под микроскопом давали пищу обеим теориям.
В 1860 году этой проблемой занялся французский химик Луи Пастер. Однако Пастер не ставил перед собой вопрос о происхождении жизни. Он интересовался проблемой самозарождения микробов в связи с возможностью борьбы с инфекционными заболеваниями. Если «жизненная сила» существует, то бороться с болезнями бессмысленно: сколько микробов ни уничтожай, они самозародятся вновь. Если же микробы всегда приходят извне, тогда есть шанс. Своими опытами он доказал, что бактерии вездесущи, и что неживые материалы легко могут быть заражены живыми существами, если их не стерилизовать должным образом. Учёный кипятил в воде различные среды, в которых могли бы образоваться микроорганизмы. При дополнительном кипячении микроорганизмы и их споры погибали. Пастер присоединил к S-образной трубке запаянную колбу со свободным концом. Споры микроорганизмов оседали на изогнутой трубке и не могли проникнуть в питательную среду. Хорошо прокипячённая питательная среда оставалась стерильной, в ней не обнаруживалось зарождения жизни, несмотря на то, что доступ воздуха и «жизненной силы» был обеспечен. Вывод: «жизненной силы» не существует, и в настоящее время микроорганизмы не самозарождаются из неживого субстрата.
Однако этот эксперимент вовсе не доказывает, что живое вообще никогда не может самозарождаться из неживого. Эксперимент Пастера доказывает лишь невозможность зарождения микроорганизмов конкретно в тех питательных средах, которые он использовал, при весьма ограниченном диапазоне условий и в течение коротких промежутков времени. Но он не доказывает невозможность самозарождения жизни в течение сотен миллионов лет химической эволюции, в самых разных средах и при разных условиях (особенно при условиях ранней Земли: в бескислородной атмосфере, наполненной метаном, углекислым газом, аммиаком и циановодородом, при пропускании электрических разрядов и т. д.). Этот эксперимент в принципе не может касаться вопроса об изначальном зарождении жизни хотя бы потому, что в своих опытах Пастер использовал мясные и дрожжевые бульоны (а также мочевину и кровь), а до зарождения жизни не было ни дрожжей, ни мяса. И тем более эксперимент Пастера никак не опровергает современные научные теории и гипотезы о зарождении жизни в глубоководных горячих гидротермальных источниках, в геотермальных источниках, на минеральных кристаллах, в космическом пространстве, в протопланетной туманности, из которой сформировалась Солнечная система, и в тому подобных местах.

### Теория стационарного состояния
Согласно теории стационарного состояния, Земля никогда не возникала, а существовала вечно; она всегда была способна поддерживать жизнь, а если и изменялась, то очень незначительно. Согласно этой версии, виды также никогда не возникали, они существовали всегда, и у каждого вида есть лишь две возможности — либо изменение численности, либо вымирание.
Однако гипотеза стационарного состояния в корне противоречит данным современной астрономии, которые указывают на конечное время существования любых звёзд и, соответственно, планетарных систем вокруг звёзд. По современным оценкам, основанным на учёте скоростей радиоактивного распада, возраст Земли, Солнца и Солнечной системы исчисляется ≈ 4,6 млрд лет. Поэтому эта гипотеза не рассматривается академической наукой.
Сторонники этой гипотезы не признают, что наличие или отсутствие определённых ископаемых остатков может указывать на время появления или вымирания того или иного вида, и приводят в качестве примера представителя кистепёрых рыб — латимерию. По палеонтологическим данным кистепёрые вымерли в конце мелового периода. Однако это заключение пришлось пересмотреть, когда в районе Мадагаскара были найдены живые представители кистепёрых. Сторонники теории стационарного состояния утверждают, что только изучая ныне живущие виды и сравнивая их с ископаемыми остатками, можно сделать вывод о вымирании, да и в этом случае весьма вероятно, что он окажется неверным. Используя палеонтологические данные для подтверждения теории стационарного состояния, её сторонники интерпретируют появление ископаемых остатков в экологическом аспекте. Так, например, внезапное появление какого-либо ископаемого вида в определённом пласте они объясняют увеличением численности его популяции или его перемещением в места, благоприятные для сохранения остатков.
Теория стационарного состояния представляет собой только исторический или философский интерес, так как выводы этой теории противоречат научным данным.

### Теория Опарина — Холдейна
В 1924 году будущий академик Опарин опубликовал статью «Происхождение жизни», которая в 1938 году была переведена на английский и возродила интерес к теории самозарождения. Опарин предположил, что в растворах высокомолекулярных соединений могут самопроизвольно образовываться зоны повышенной концентрации, которые относительно отделены от внешней среды и могут поддерживать обмен с ней. Он назвал их коацерватные капли, или просто коацерваты.
Согласно его теории, процесс, приведший к возникновению жизни на Земле, может быть разделён на три этапа:
- Возникновение органических веществ
- Возникновение белков
- Возникновение белковых тел

Астрономические исследования показывают, что как звёзды, так и планетные системы возникли из газопылевого вещества. Наряду с металлами и их оксидами в нём содержались водород, аммиак, вода и простейший углеводород — метан.
Условия для начала процесса формирования белковых структур установились с момента появления первичного океана (бульона). В водной среде производные углеводородов могли подвергаться сложным химическим изменениям и превращениям. В результате такого усложнения молекул могли образоваться более сложные органические вещества, а именно углеводы.
Наука доказала, что в результате применения ультрафиолетовых лучей можно искусственно синтезировать не только аминокислоты, но и другие органические вещества.
Согласно теории Опарина, дальнейшим шагом по пути к возникновению белковых тел могло явиться образование коацерватных капель. При определённых условиях водная оболочка органических молекул приобретала чёткие границы и отделяла молекулу от окружающего раствора. Молекулы, окружённые водной оболочкой, объединялись, образуя многомолекулярные комплексы — коацерваты.
Коацерватные капли также могли возникать при простом смешивании разнообразных полимеров. При этом происходила самосборка полимерных молекул в многомолекулярные образования — видимые под оптическим микроскопом капли.
Капли были способны поглощать извне вещества по типу открытых систем. При включении в коацерватные капли различных катализаторов (в том числе и ферментов) в них происходили различные реакции, в частности полимеризация поступающих из внешней среды мономеров. За счёт этого капли могли увеличиваться в объёме и весе, а затем дробиться на дочерние образования. Таким образом, коацерваты могли расти, размножаться, осуществлять обмен веществ.
Далее коацерватные капли подвергались естественному отбору, что обеспечило их эволюцию.
Подобные взгляды также высказывал британский биолог Джон Холдейн.
Проверил теорию Стэнли Миллер в 1953 году в эксперименте Миллера — Юри. Он поместил смесь H2O, NH3, CH4, CO2, CO в замкнутый сосуд и стал пропускать через неё электрические разряды (при температуре 80° С). Оказалось, что образуются аминокислоты. Позднее в разных условиях были получены также сахара и нуклеотиды. Он сделал вывод, что эволюция может произойти при фазовообособленном состоянии из раствора (коацерватов). Однако такая система не может сама себя воспроизводить.
Теория была обоснована, кроме одной проблемы, на которую долго закрывали глаза почти все специалисты в области происхождения жизни. Если спонтанно, путём случайных безматричных синтезов в коацервате возникали единичные удачные конструкции белковых молекул (например, эффективные катализаторы, обеспечивающие преимущество данному коацервату в росте и размножении), то как они могли копироваться для распространения внутри коацервата, а тем более для передачи коацерватам-потомкам? Теория оказалась неспособной предложить решение проблемы точного воспроизведения — внутри коацервата и в поколениях — единичных, случайно появившихся эффективных белковых структур. Однако было показано, что первые коацерваты могли образоваться самопроизвольно из липидов, синтезированных абиогенным путём, и они могли вступить в симбиоз с «живыми растворами» — колониями самовоспроизводящихся молекул РНК, среди которых были и рибозимы, катализирующие синтез липидов, а такое сообщество уже можно назвать организмом.
Однако Ричард Докинз в своём «Эгоистичном гене», где он излагает геноцентрический взгляд на эволюцию, предположил, что в первичном бульоне возникли не коацерватные капли, а первые молекулы-репликаторы, способные создавать копии самих себя. Такой молекуле было достаточно возникнуть единожды и копировать себя в дальнейшем, используя органические соединения из окружающей среды (насыщенного органикой «бульона»). Сразу после появления репликатора он стал распространять свои копии по всем морям, пока более мелкие молекулы, которые стали «строительными блоками», не стали дефицитными, что вынудило первичные репликаторы бороться за выживание друг с другом и эволюционировать.

### Зарождение жизни в горячей воде
Гипотезу о возникновении жизни вблизи подводных вулканов высказал Л. М. Мухин в начале 1970-х. Научные исследования показывают, что зарождение жизни в минеральной воде и, в особенности, гейзерах, наиболее вероятно. В 2005 году академик Юрий Викторович Наточин высказал предположение, отличное от общепринятой концепции возникновения жизни в море, и аргументировал гипотезу, согласно которой средой возникновения протоклеток были водоёмы с преобладанием ионов К+, а не морская вода с доминированием ионов Na+. В 2009 г. Армен Мулкиджанян и Михаил Гальперин на основе анализа содержания элементов в клетке также пришли к выводу, что, вероятно, жизнь зародилась не в океане. Дейвид Уард доказал, что в горячей минеральной воде появились и сейчас образуются строматолиты. Самые древние строматолиты были обнаружены в Гренландии. Их возраст насчитывает 3,5 миллиарда лет. В 2011 г. Тадаси Сугавара создал протоклетку в горячей воде. Исследования Мари-Лор Пон минерала серпентина в геологической формации Исуа, Гренландия, в 2011 г. показали, что жизнь могла зародиться и в грязевых вулканах. Лауреат Нобелевской премии биолог Джек Шостак отметил, что мы можем легче представить себе накопление органических соединений в первичных озёрах, чем в океане. Такого же мнения — группа учёных под руководством Евгения Кунина.

## Современные научные представления
Среди учёных-биологов встречаются две крайние точки зрения. Одной придерживался цитолог Кристиан ле Дюв, утверждавший, что жизнь является «космическим императивом», то есть неизбежно возникает в любом месте, где позволяют физические условия. Противоположная точка зрения, которой придерживался молекулярный биолог Фрэнсис Крик, один из открывателей структуры ДНК, говорит, что возникновение жизни это очень маловероятное событие, а жизнь на Земле существует потому, что во Вселенной есть множество планет, где могли быть «поставлены» подобные естественные «эксперименты». Наука пока не выяснила, какая точка зрения верна и насколько вероятно стечение обстоятельств, которое привело к появлению жизни, но существенно продвинулась в этом направлении и показала, что для возникновения жизни не требуется сверхъестественных сил.
Химическая эволюция или пребиотическая эволюция — первый этап эволюции жизни, в ходе которого органические, пребиотические вещества возникли из неорганических молекул под влиянием внешних энергетических и селекционных факторов и в силу развёртывания процессов самоорганизации, свойственных всем относительно сложным системам, к которым относится большинство углеродосодержащих молекул. Под действием солнечного жёсткого ультрафиолетового излучения, естественной радиоактивности (в то время она была значительно выше нынешней, породы содержали намного больше калия-40 и других природных радионуклидов) горных пород, атмосферного электричества образовались мономеры, а при соприкосновении морских вод, содержащих эти органические молекулы, с текущей лавой, происходила полимеризация этих молекул, так появлялись прообразы белковых молекул.
Также этими терминами обозначается теория возникновения и развития тех молекул, которые имеют принципиальное значение для возникновения и развития живого вещества.

### Генобиоз и голобиоз
В зависимости от того, что считается первичным, различают два методологических подхода к вопросу возникновения жизни:
Генобиоз — методологический подход в вопросе происхождения жизни, основанный на убеждении в первичности молекулярной системы со свойствами первичного генетического кода.
Голобиоз — методологический подход в вопросе происхождения жизни, основанный на идее первичности структур, наделённых способностью к элементарному обмену веществ при участии ферментного механизма.

### Мир РНК как предшественник современной жизни
К XXI веку теория Опарина—Холдейна, предполагающая изначальное возникновение белков, практически уступила место современной гипотезе мира РНК. Толчком к её разработке послужило открытие рибозимов — молекул РНК, обладающих ферментативной активностью и поэтому способных соединять в себе функции, которые в настоящих клетках в основном выполняют по отдельности белки и ДНК — то есть катализирование биохимических реакций и хранение наследственной информации. Таким образом, предполагается, что первые живые существа были РНК-организмами без белков и ДНК, а прообразом их мог стать автокаталитический цикл, образованный рибозимами, способными катализировать синтез своих собственных копий. Сахара, необходимые для синтеза РНК, в частности, рибоза, обнаружены в метеоритах и наверняка присутствовали в то время на Земле.

### Мир полиароматических углеводородов как предшественник мира РНК
Гипотеза мира полиароматических углеводородов пытается ответить на вопрос, как возникли первые РНК, предлагая вариант химической эволюции от полициклических ароматических углеводородов до РНК-подобных цепочек.

### Глина
О похожести развития объектов неживой природы — кристаллов и живых клеток — писал ещё К. Э. Циолковский в статье «Зарождение жизни на Земле» (1922). В XXI веке набрали силу предположения о «помощи» минералов зарождающейся жизни. Так развилось представление, что жизнь могла зародиться в глинистом минерале монтмориллоните, который по некоторым свойствам мог способствовать построению биологических макромолекул, в том числе снабжать необходимой энергией «строительные блоки», из которых они создавались.

## Альтернативные концепции

### Панспермия
Согласно теории панспермии, предложенной Ю. Либихом, в 1865 году немецким учёным Германом Эбергардом Рихтером и окончательно сформулированной шведским учёным Аррениусом в 1895 году, жизнь могла быть занесена на Землю из космоса. Наиболее вероятно попадание живых организмов внеземного происхождения с метеоритами и космической пылью. Это предположение основывается на данных о высокой устойчивости некоторых организмов и их спор к радиации, глубокому вакууму, низким температурам и другим воздействиям. Однако до сих пор нет достоверных фактов, подтверждающих внеземное происхождение микроорганизмов, найденных в метеоритах. Но если бы даже они попали на Землю и дали начало жизни на нашей планете, вопрос об изначальном возникновении жизни оставался бы без ответа.
Фрэнсис Крик и Лесли Орджел предложили в 1973 году другой вариант — управляемую панспермию, то есть намеренное «заражение» Земли (наряду с другими планетными системами) микроорганизмами, доставленными на непилотируемых космических аппаратах развитой инопланетной цивилизацией, которая, возможно, находилась перед глобальной катастрофой или же просто надеялась произвести терраформирование других планет для будущей колонизации. В пользу своей теории они привели два основных довода — универсальность генетического кода (известные другие вариации кода используются в биосфере гораздо реже и мало отличаются от универсального) и значительную роль молибдена в некоторых ферментах. Молибден — очень редкий элемент для всей Солнечной системы. По словам авторов, первоначальная цивилизация, возможно, обитала возле звезды, обогащённой молибденом.
Против возражения о том, что теория панспермии (в том числе управляемой) не решает вопрос о зарождении жизни, они выдвинули следующий аргумент: на планетах другого неизвестного нам типа вероятность зарождения жизни изначально может быть намного выше, чем на Земле, например, из-за наличия особенных минералов с высокой каталитической активностью.
В 1981 году Ф. Крик написал книгу «Life itself: its origin and nature», в которой он более подробно, чем в статье, и в популярной форме излагает гипотезу управляемой панспермии.
Академик РАН А. Ю. Розанов, глава комиссии по астробиологии в Российской академии наук, считает, что жизнь на Землю была занесена из космоса.